# Adesione della Serbia all'Unione europea
Il processo di adesione della Serbia all'Unione europea è iniziato con la firma da parte dello stato dell'accordo di stabilizzazione e associazione (ASA) con l'Unione europea a Lussemburgo il 29 aprile 2008; i negoziati per l'ASA iniziarono il 10 ottobre 2005, quando era ancora confederata con il Montenegro. L'ASA è entrato in vigore il primo settembre 2013.

## Processo di adesione
La Serbia ha presentato domanda di adesione all'Unione europea il 22 dicembre 2009. Il Consiglio europeo il 25 ottobre 2010 ha trasmesso alla Commissione europea il relativo dossier invitandola a presentare un parere sullo stesso, a Belgrado sarà richiesto di compilare un questionario. La Commissione europea il 12 ottobre 2011 raccomanda che alla Serbia venga attribuito lo status ufficiale di Paese candidato all'adesione. Il Consiglio europeo ha concesso lo status ufficiale di Paese candidato alla Serbia nella riunione del 1º marzo 2012; il 28 giugno 2013 esso ha approvato l'inizio dei negoziati d'adesione entro il mese di gennaio 2014. La fase preparatoria (detta screening) dei negoziati d'adesione è iniziata il 25 settembre 2013, i negoziati per l'adesione vera e propria sono iniziati il 21 gennaio 2014.

## Progresso dei negoziati
| Capitoli dell'acquis                                             | Situazione attuale                    | Inizio Screening | Completamento Screening | Apertura Capitolo | Chiusura Capitolo |
| ---------------------------------------------------------------- | ------------------------------------- | ---------------- | ----------------------- | ----------------- | ----------------- |
| 1. Libertà di circolazione delle merci                           | Necessari ulteriori sforzi            | 17-06-2014       | 20-06-2014              |                   |                   |
| 2. Libertà di circolazione dei lavoratori                        | Necessari ulteriori sforzi            | 23-01-2014       | 30-01-2014              |                   |                   |
| 3. Diritto di stabilimento/libertà di provvedere ai servizi      | Necessari ulteriori sforzi            | 30-01-2014       | 13-03-2014              |                   |                   |
| 4. Libera circolazione dei capitali                              | Necessari ulteriori sforzi            | 13-10-2014       | 15-12-2014              | 10-12-2019        |                   |
| 5. Appalti pubblici                                              | Necessari ulteriori sforzi            | 21-03-2014       | 13-05-2014              | 13-12-2016        |                   |
| 6. Diritto societario                                            | Senza attesa di grandi difficoltà     | 11-12-2014       | 25-02-2015              | 11-12-2017        |                   |
| 7. Diritto alla proprietà intellettuale                          | Necessari ulteriori sforzi            | 24-09-2014       | 25-09-2014              | 20-06-2017        |                   |
| 8. Competitività                                                 | Necessari ulteriori sforzi            | 31-03-2014       | 02-04- 2014             |                   |                   |
| 9. Servizi finanziari                                            | Necessari ulteriori sforzi            | 21-01-2015       | 17-03-2015              | 27-06-2019        |                   |
| 10. Società dell'informazione/Media                              | Necessari ulteriori sforzi            | 22-05-2014       | 02-07-2014              |                   |                   |
| 11. Agricoltura/Sviluppo rurale                                  | Notevoli sforzi necessari             | 18-03-2014       | 16-05-2014              |                   |                   |
| 12. Sicurezza alimentare/Politica veterinaria e fitosanitaria    | Necessari ulteriori sforzi            | 03-02-2014       | 07-02-2014              |                   |                   |
| 13. Pesca                                                        | Senza attesa di grandi difficoltà     | 30-09-2014       | 14-11-2014              | 25-06-2018        |                   |
| 14. Politica dei trasporti                                       | Necessari ulteriori sforzi            | 16-12-2014       | 27-02-2015              | 14-12-2021        |                   |
| 15. Energia                                                      | Necessari ulteriori sforzi            | 29-04-2014       | 12-06-2014              | 14-12-2021        |                   |
| 16. Tassazione                                                   | Senza attesa di grandi difficoltà     | 15-10-2014       | 06-03-2015              |                   |                   |
| 17. Economia/Politica monetaria                                  | Senza attesa di grandi difficoltà     | 02-12-2014       | 13-03-2015              | 10/12/2018        |                   |
| 18. Statistiche                                                  | Senza attesa di grandi difficoltà     | 20-05-2014       | 21-05-2014              | 10/12/2018        |                   |
| 19. Politica sociale/Occupazione                                 | Necessari ulteriori sforzi            | 10-02-2014       | 26-06-2014              |                   |                   |
| 20. Impresa/Politica industriale                                 | Senza attesa di grandi difficoltà     | 03-04-2014       | 03-04-2014              | 27-02-2017        |                   |
| 21. Reti transeuropee                                            | Necessari ulteriori sforzi            | 29-04-2014       | 29-04-2014              | 14-12-2021        |                   |
| 22. Politica regionale/Coordinamento degli strumenti strutturali | Necessari ulteriori sforzi            | 01-10-2014       | 29-01-2015              |                   |                   |
| 23. Magistratura/Diritti fondamentali                            | Notevoli sforzi necessari             | 25-09-2013       | 30-01-2014              | 18-07-2016        |                   |
| 24. Giustizia/Libertà/Sicurezza                                  | Notevoli sforzi necessari             | 02-10-2013       | 30-01-2014              | 18-07-2016        |                   |
| 25. Scienza/Ricerca                                              | Senza attesa di grandi difficoltà     | 06-10-2014       | 01-12-2014              | 13-12-2016        | 13-12-2016        |
| 26. Educazione/Cultura                                           | Senza attesa di grandi difficoltà     | 20-02-2014       | 20-02-2014              | 27-02-2017        | 27-02-2017        |
| 27. Ambiente                                                     | Totalmente incompatibile con l'acquis | 15-09-2014       | 21-11-2014              | 14-12-2021        |                   |
| 28. Consumatori/Tutela della salute                              | Necessari ulteriori sforzi            | 04-12-2014       | 04-02-2015              |                   |                   |
| 29. Unione doganale                                              | Senza attesa di grandi difficoltà     | 26-03-2014       | 04-06-2014              | 20-06-2017        |                   |
| 30. Relazioni esterne                                            | Senza attesa di grandi difficoltà     | 02-07-2014       | 9-10-2014               | 11-12-2017        |                   |
| 31. Politica estera/Sicurezza/Difesa                             | Senza attesa di grandi difficoltà     | 15-07-2014       | 10-10-2014              |                   |                   |
| 32. Controlli finanziari                                         | Notevoli sforzi necessari             | 17-10-2013       | 26-11-2013              | 14-12-2015        |                   |
| 33. Disposizioni finanziarie e di bilancio                       | Senza attesa di grandi difficoltà     | 27-01-2015       | 24-03-2015              | 25-06-2018        |                   |
| 34. Istituzioni                                                  | Nessuna misura da adottare            |                  |                         |                   |                   |
| 35. Altri problemi / Relazioni col Kosovo                        | Necessari ulteriori sforzi            | 22-01-2014       | 25-03-2015              | 14-12-2015        |                   |
| Progresso                                                        |                                       | 34 su 34         | 34 su 34                | 22 su 34          | 2 su 34           |